# Calbe (Saale)
Calbe (Saale) er en by i Salzlandkreis i den tyske delstat Sachsen-Anhalt

## Geografi
Calbe ligger 12 kilometer nord for Bernburg, og 25 kilometer sydøst for Magdeburg, på en endemoræne på venstre bred af Saale. Saale er op til Calbe udbygget til sejlads med skibe op til 85 m. Byen ligger tæt på det geografiske midtpunkt i Sachsen-Anhalt, der befinder sig 5 km. væk i kommunen Tornitz.

### Bydele og landsbyer
- Schwarz
- Trabitz
- Gottesgnaden
- Tippelskirchen